# Billie Lourd
Billie Catherine Lourd (Los Angeles, 17 de julho de 1992) é uma atriz norte-americana, conhecida por interpretar Chanel #3 em Scream Queens, pelos papeis centrais no seriado American Horror Story e como a tenente Connix na trilogia sequela de Star Wars.

## Início da vida
Billie Lourd nasceu em Los Angeles, Califórnia, filha da atriz Carrie Fisher e do agente de talentos Bryan Lourd, que se separou dela para assumir uma relação homossexual. Através de sua mãe, Lourd é neta da atriz Debbie Reynolds e do cantor Eddie Fisher, e sobrinha de Todd Fisher, Joely Fisher e Tricia Leigh Fisher.
Recebeu um nome masculino, mesmo sendo mulher, para ser educada sem estereótipos de gênero e assim pudesse ser livre e se tornar quem quisesse. Foi criada longe dos holofotes e sua estreia como atriz só veio após concluir os estudos. Lourd estudou religião e psicologia na Universidade de Nova York, onde se formou em 2014.

## Vida pessoal
Lourd está casada com o ator Austen Rydell desde 2022, com quem teve dois filhos. Eles deram o nome de Kingston Fisher Lourd Rydell ao primeiro filho em homenagem à mãe de Lourd, a atriz Carrie Fisher, que morreu em 2016 aos 60 anos.

## Carreira
Em junho de 2014, o jornal britânico The Sun relatou que Lourd iria aparecer em 2015 na sequência do filme Star Wars, O Despertar da Força, como um jovem versão de Princesa Leia, personagem vivida por sua mãe Carrie Fisher no filme de franquia. Lourd disse em maio de 2015 que, apesar dela ter um papel menor no filme, ela não estaria interpretando Leia ou a filha de Leia. O filme estreou em dezembro de 2015, com Lourd aparecendo no papel do Tenente Connix, retornando também em Star Wars: Episódio VIII – Os Últimos Jedi e Star Wars: Episódio IX – Ascenção Skywalker.
Em fevereiro de 2015, Lourd estava no elenco da série de horror-comédia da Fox Scream Queens. Sua personagem, uma rica e cruel integrante de uma fraternidade conhecida como Chanel #3, usa protetores de ouvido como uma homenagem ao icônico penteado da Princesa Leia do filme Star Wars.
Em dezembro de 2015, a revista Variety informou que Lourd se juntou ao elenco do remake de um telefilme, inspirado em fatos reais, chamado Billionaire Boys Club, ao lado de Emma Roberts. Foi divulgado que Lourd viverá Rosanna, interesse amoroso de Kyle Biltmore, interpretado por Jeremy Irvine.
Em janeiro de 2016, o site Deadline.com informou que Lourd estava voltando para Scream Queens para sua segunda temporada.
Em abril de 2017 foi homenageada por Mark Hamill e Harrison Ford na Star Wars Celebration em Orlando para homenagear a sua mãe, parte do trio original na trilogia clássica da saga Star Wars, que faleceu em dezembro do ano anterior.
Em 2017, foi anunciada como uma antagonista em American Horror Story: Cult como Winter Anderson. Em 2018, apareceu em American Horror Story: Apocalypse como Mallory. E na próxima temporada intitulada 1984 em 2019.

## Filmografia

### Cinema
| Ano  | Título                           | Papel            |
| ---- | -------------------------------- | ---------------- |
| 2015 | Star Wars: The Force Awakens     | Tenente Connix   |
| 2017 | Star Wars: The Last Jedi         | Tenente Connix   |
| 2018 | Billionaire Boys Club            | Rosanna Ricci    |
| 2019 | Booksmart                        | Gigi             |
| 2019 | Star Wars: The Rise of Skywalker | Tenente Connix   |
| 2022 | Ticket to Paradise               | Wren Butler      |
| 2024 | And Mrs                          | Audrey           |
| 2024 | The Last Showgirl                | Hannah           |
| 2025 | Smurfs                           | Smurf Preocupado |
| 2025 | Adulthood                        |                  |
| 2026 | Love Language                    |                  |
| 2026 | That Friend                      | Penny            |
| 2026 | The Deputy                       |                  |
| 2026 | The Pirate King                  | Jennifer Powers  |
| 2026 | Artificial                       |                  |

### Televisão
| Ano       | Título                                | Papel                            | Notas                  |
| --------- | ------------------------------------- | -------------------------------- | ---------------------- |
| 2015–2016 | Scream Queens                         | Chanel #3                        | 23 episódios           |
| 2017      | American Horror Story: Cult           | Winter Anderson / Linda Kasabian | 11 episódios           |
| 2018      | American Horror Story: Apocalypse     | Mallory                          | 10 episódios           |
| 2019      | American Horror Story: 1984           | Montana Duke                     | 9 episódios            |
| 2020      | Will & Grace                          | Fiona                            | Episódio: "Bi-Plane"   |
| 2021      | American Horror Stories               | Liv Whitley                      | Episódio: "BA'AL"      |
| 2021      | American Horror Story: Double Feature | Leslie 'Lark' Feldman            | 6 episódios            |
| 2022      | American Horror Story: NYC            | Dra. Hannah Wells                | 10 episódios           |
| 2023      | Strange Planet                        | Adolescente barulhenta           | 2 episódios            |
| 2023-2024 | American Horror Story: Delicate       | Ashley                           | 3 episódios            |
| 2025      | Mid-Century Modern                    | Becca Frank                      | Episódio: "Turbulence" |